# 圣地亚哥-德尔埃斯特罗省
聖地牙哥-戴埃斯特羅省（西班牙語：Provincia de Santiago del Estero）為南美國家阿根廷的23個行省之一，位於該國北部，省会圣地亚哥-德尔埃斯特罗。當地人被称为。

## 另見
- 圣地亚哥-德尔埃斯特罗